# La Materialista
Yameiry Josefina Infante Honoret (Santiago de los Caballeros, 19 de marzo de 1985), conocida por su nombre artístico La Materialista, es una cantante, rapera, actriz y vedette dominicana.
En 2011, fue elegida por el programa Noche de Luz de Luz García como "Cuerpazo del Verano".
La Materialista fue la principal exponente femenina de la música urbana dominicana a inicios de la década del 2000, ganadora del Q Award como “Mejor Artista Urbano” (2012) y “Mejor Video Clip” (2013). Además, también ha sido nominada al Premio Soberano en varias ocasiones como “Mejor Artista Nuevo”, “Grupo Urbano del Año” y Videoclip del Año.
En 2013, se convirtió en la primera artista femenina dominicana en participar en Miss Venezuela.

## Acusaciones de plagio
En 2013, Honoret fue acusada de plagiar la canción "I Am the Best" del grupo femenino surcoreano 2NE1 con su canción recién lanzada "Chipi Cha Cha". El vídeo musical fue eliminado de YouTube después de extensas acusaciones en los comentarios, y fue subido nuevamente en 2015 como cover.
Honoret respondió a las acusaciones diciendo: "Lo siento, no pensé que os sentiríais mal por mí, fue un honor hacer una versión de la canción con mi letra".

## Discografía

### Álbumes de estudio
- A Otro Nivel (2013)

## Filmografía
| Año  | Título                 | Papel      | Notas                                    |
| ---- | ---------------------- | ---------- | ---------------------------------------- |
| 2012 | Lotoman 2.0            | Cameo      |                                          |
| 2013 | Biodegradable          | Perla      |                                          |
| 2014 | Lotoman 003            | Nicole     | Película lanzada el 27 de marzo de 2014. |
| 2014 | La Diabla en Ruedas    | Diana      |                                          |
| 2023 | La casa de los famosos | Ella misma | Concursante; cuarto lugar                |